# Gramotino (obwód wołogodzki)
Gramotino (ros. Грамотино) – wieś w Rosji, w rejonie szeksnińkim obwodu wołogodzkiego. W 2010 r. mieszkała tam tylko jedna osoba.